# 杉野氏皿蘭
杉野氏皿蘭（Lecanorchis suginoana）是蘭科皿柱蘭屬的成員之一。

## 種級描述
本種為菌異營的草本。該種花莖約十餘公分高，花約3朵左右，可同時開放，但花僅半開。

## 分類學
- Asparagales 天門冬目
- Orchidaceae  蘭科
- Lecanorchis  皿柱蘭屬
- Lecanorchis suginoana　杉野氏皿蘭

## 生物學
生於針闊葉混和原始林下半透光之腐植土中，數量稀少。

## 分布與棲地
目前發現於新竹縣與南投縣之中海拔山區。